# وادي فدى

## الموقع
يقع وادي فدى في ولاية ضنك في سلطنة عمان. ويعتبر وادي فدى من أكبر وأجمل وديان ولاية ضنك ويشتهر بوجود المياه في كل مكان وهو موطن معضم الطيور المهاجرة وينبع الوادي من أماكن كثيرة.

## التسمية
وقد سميت فدى بهذا الاسم لكثرة الحروب والصراعات التي خاضها أهالي هذا الوادي في الماضي، فكانت فيه روح من التضحية والفداء والتفاني دفاعاً عنه، وهذا الاسم قديم جداً فقد ذكره العوتبي في أنسابه في القرن الخامس الهجري عندما تطرق إلى ذكر القبائل التي استقرت في فدى حيث يقول: (ومن القبائل بني الحارث الأصفر بن معاوية منهم أهل بيت الصمة يسكنون فِدى وهم بنو السيد بن سعد بن جابر بن دعم بن عدن بن مالك بن امرئ القيس بن ربيعة بن معاوية) مما يدل على أن هذا الاسم كان يطلق عليها قبل زمن العوتبي بفترة ليست بالقصيرة، ولهذا يعتقد أن هذا الاسم أطلق على هذا الوادي منذ البدايات الأولى لهجرة العرب إلى عمان بقيادة مالك بن فهم.
وتعتبر الظويهرية مدخل وادي فِدى للقادم من ولايتي ولاية ينقل وولاية عبري.
وتقسم سفالة فِدى نفسها إلى عدد من المناطق أهمها البلاد وخطو وشعبة العصم، وإذا تطرقنا لذكر أشهر الحوائر في فِدى فتقسم كالنحو التالي:
- البلاد: ويوجد فيها حارة الجبلية وتوجد في النول في علاية فِدى وحارة الدويرة وتوجد أيضاً في العلاية. أما حارة العقر فتوجد في سفالة فِدى بالقرب من حصن العقر العريق وحارة الجواعد ويطلق عليها حارة الجبل. وسميت بذلك إلى أن معظم ساكنيها من الجواعد أي من بني جاعد وحارة المحدوثة وحارة السبيخي وحارة الخريص وحارة سدعنة وحارة ديحا وحارة الند وحارة عيشى ويسمى بند عيشى وجميع هذه الحوائر تقع في البلاد على الضفة الشرقية للوادي.
- خطو: تشكل خطو الضفة الغربية للوادي وتقسم إلى خطو الغربية أو القديمة وخطو الوسطى أي الحديثة وخطو الشرقية أي العتيقة، ويوجد في خطو أيضاً عدد من الحوائر بالإضافة إلى حارة الحويل، وتذكر بعض الروايات إلى أن خطو كانت تسمى قديماً «بأم ظريس» وفي الحقيقة فإن خطو لا تحمل هذا الاسم وإنما أطلق على مقبرتيها الشهيرتين، والمراد بـ«ظريس» أي الناب المرتفع على الأرض وهو السن وهي عبارة عن حجارة حادة طويلة مدببة وضعت كعلامات على القبور.
- شعبة العصم: ومن أشهر الأماكن الموجودة في الشعبة عوابي التغيري ومكاسير الغافة.
- وادي خوس: وأشهر الأماكن فيه وديان محمد ومهيرة والطوية وبن خياط والقرش والعقَّة واللفَّيِّف والقْصيدة.
- وادي العمد: وبه تكثر المزارع المرويه بالآبار.

يلاحظ الزائر لفدى أن السكان يتركزون بنسبة كبيرة في الجبال القريبة من ضفتي الوادي وبعيداً تماماً عن مجراه.

## أهم المعابر في وادي فِدى
ونظراً لأن السكان في فِدى يتركزون بعيداً عن ممر الوادي، فإنه لا بد من معابر تصلهم بأماكن سكناهم على اعتبار أن الوادي هو الممر الطبيعي الوحيد الذي يربط فِدى بغيرها من مناطق السلطنة ومن أشهر هذه المعابر في البلاد يوجد مطلاع المقلى وهو يقع في أولها ومطلاع العقر ومطلاع الحصن يؤديان إلى حارتي الحصن والعقر والحصن أسفل حصن العقر العريق أم مطاليع الند وحريبوه وديحا فإنها جميعاً تؤدي إلى حارة الند وحارة الجواعد وحارة ديحا أما مطاليع خطو فأشهرها مطلاع الخاضة الذي يلعب دوراً كبيراً بالتعاون مع معبر الحويل في حركة الذهاب والإياب من وإلى داخل خطو، هذا بالإضافة إلى مطلاع ود لوعة المعبر الرئيسي المؤدي إلى خطو الشرقية أو العتيقة وبالإضافة إلى عدد من المعابر الثانوية الأخرى.